# Kvantová superpozice
Kvantová superpozice stavů je základním principem kvantové mechaniky, podle kterého lze každé dva (a více) kvantové stavy kombinovat (superponovat), čímž vznikne nový kvantový stav. To znamená, že každý kvantový stav lze popsat jako součet dvou (a více) jiných stavů. Kvantová superpozice je běžná u kvantových objektů, jako jsou elementární částice či atomy.
Pokud existují kvantové stavy {\displaystyle \scriptstyle |a\rangle } a {\displaystyle \scriptstyle |b\rangle }, kvantová superpozice těchto stavů je nový systém ve stavu {\displaystyle \scriptstyle \alpha |a\rangle +\beta |b\rangle } pro komplexní čísla {\displaystyle \scriptstyle \alpha ,\beta }. Pro objekt v superponovaném stavu platí, že s pravděpodobností {\displaystyle |\alpha |^{2}}je ve stavu {\displaystyle a} a s pravděpodobností {\displaystyle |\beta |^{2}} je ve stavu {\displaystyle b}.
Kvantovou superpozici v roce 1935 popsal rakouský fyzik Erwin Schrödinger, který na myšlenkovém experimentu Schrödingerovy kočky ukázal, že kočka může být teoreticky živá i mrtvá zároveň.
Kvantovou superpozici lze uplatnit v případě kvantového počítače či kvantové teleportace.